# Dicranella glaziovii
Dicranella glaziovii är en bladmossart som beskrevs av Georg Ernst Ludwig Hampe 1879. Dicranella glaziovii ingår i släktet jordmossor, och familjen Dicranaceae. Inga underarter finns listade i Catalogue of Life.